# Юлски дни 1917
Юлските дни от 1917 година са стихийно избухнала демонстрация в Петроград против буржоазното Временно руско правителство на 16 – 17 юли 1917 г.
В нея участват над 500 000 работници и войници под лозунга „Цялата власт на съветите“. Болшевиките я възглавяват, за да ѝ предадат мирен и организиран характер. По нареждане на правителството юнкерски и офицерски отряди стрелят по демонстрантите.
Юлските събития слагат край на двувластието. Властта преминава изцяло в ръцете на контрареволюционното Временно правителство, а съветите, поради есеро-меншевишкото им ръководство, се превръщат в негов безсилен придатък. Лозунгът „Цялата власт на съветите“ е снет временно. Болшевиките минават в нелегалност и започват подготовка за въоръжено въстание, станало известно като Велика Октомврийска социалистическа революция.